# Elio Aggiano

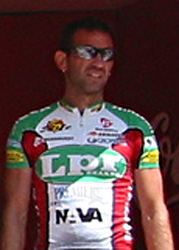
Elio Aggiano (2005)

Elio Aggiano (* 15. März 1972 in Brindisi) ist ein ehemaliger italienischer Radrennfahrer.
Aggiano begann seine Profikarriere 1997 bei Ceramiche Refin-Mobilvetta. Nach einem Jahr wechselte er zu Vitalicio Seguros und feierte seine ersten Erfolge bei der Mallorca Challenge. 1999 gewann er seine erste Rundfahrt, die Vuelta a Castilla y León, und nahm im Juli an der Tour de France teil. Nach drei Jahren bei der italienischen Sportgruppe wechselte er zu Mapei. In seinem zweiten Jahr dort gewann er Etappen beim Uniqa Classic, bei der Dänemark-Rundfahrt und bei der Tour du Poitou-Charentes. Nach einem Jahr bei Formaggi Pinzolo Fiavè, in dem er eine Etappe beim Giro del Trentino gewann, kam er zum italienischen Team L.P.R. 2005 feierte er einen Etappensieg bei der Settimana Internazionale, und 2006 gewann er die siebte Etappe der Tour de Langkawi. Zur Saison 2007 wechselte er zum Team Tinkoff Credit Systems.

## Palmarès
- 1998
  - Trofeo Luis Ocaña
  - Trofeo Manacor

- 1999
  - Vuelta a Castilla y León

- 2000
  - Trofeo Calvia

- 2001
  - GP de Beauce

## Teams
- 1997 Ceramiche Refin-Mobilvetta
- 1998–2000 Vitalicio Seguros-Grupo Generali
- 2001–2002 Mapei-Quick Step
- 2003 Formaggi Pinzolo Fiavè-Ciarrocchi Immobiliare
- 2004–2006 Team L.P.R.-Piacenza
- 2007 Team Tinkoff Credit Systems